# (500378) 2012 TC59
(500378) 2012 TC59 es un asteroide perteneciente al cinturón de asteroides, descubierto el 13 de marzo de 2010 por el equipo del Spacewatch desde el Observatorio Nacional de Kitt Peak, Arizona, Estados Unidos.

## Designación y nombre
Designado provisionalmente como 2012 TC59.

## Características orbitales
2012 TC59 está situado a una distancia media del Sol de 3,025 ua, pudiendo alejarse hasta 3,327 ua y acercarse hasta 2,723 ua. Su excentricidad es 0,099 y la inclinación orbital 10,79 grados. Emplea 1922,36 días en completar una órbita alrededor del Sol.

## Características físicas
La magnitud absoluta de 2012 TC59 es 16,1.